# Karin Hils
Karin Pereira de Souza (sinh ngày 7 tháng 2 năm 1979) là nữ ca sĩ kiêm sáng tác nhạc, diễn viên người Brasil. Vào năm 2002, cô giành chiến thắng trong cuộc thi tìm kiếm tài năng của Brasil là Popstars và sau đó gia nhập nhóm nhạc nữ Rouge cho đến năm 2005. Nhóm của cô đã từng phát hành bốn album phòng thu là Rouge (2002), C'est La Vie (2003), Blá Blá Blá (2004) và Mil e Uma Noites (2005). Rouge tổng cộng đã bán được sáu triệu đĩa, trở thành một trong những nhóm nhạc nổi bật nhất của Brazil, cũng như đứng thứ hai mươi trong số những ban nhạc nữ thành công về mặt thương mại nhất trên phạm vi thế giới. 
Karin được khán giả biết đến với tư cách là một nữ diễn viên sau những vai diễn trong một số vở nhạc kịch sân khấu, có thể kể đến như Hairspray, Emoções Baratas, Alô, Dolly!, Xanadu và Mudança de Hábito (2009). Cô cũng tham gia vào lĩnh vực truyền hình với các vai trong một số phim như Pé na Cova và Sexo e Negas. Năm 2016, cô quay trở lại màn ảnh nhỏ với vai Sister Fabiana trong telenovela có tên Carinha de Anjo.

## Sự nghiệp
Năm 2002, Karin đăng ký tham gia chương trình tìm kiếm tài năng âm nhạc Popstars. Sau năm vòng của cuộc thi, tám thí sinh cuối cùng được tuyển chọn để vào vòng thi cuối. Kết quả chung cuộc, cô cùng bốn thí sinh khác là Fantine Thó, Li Martins, Luciana Andrade, Aline Wirley được lựa chọn để lập nên nhóm Rouge.